# Эвандер, Пер Гуннар
Пер Гуннар Эвандер (швед. Per Gunnar Evander; 25 апреля 1933 — 16 мая 2022) — шведский писатель. Один из самых успешных и продуктивных шведских писателей своего времени.

## Биография
Окончил школу в Сандвикене в 1954 году и сдал экзамен на семинаре школьных учителей в Евле в 1958 году, работал в школе учителем начальных классов.
Окончил Уппсальский университет (1963), магистр философии.
Преподавал литературу в средних учебных заведениях, с 1966 года сотрудничал как сценарист на радио, с 1969 года работал продюсером на шведском телевидении.
Публиковался с 1965 года. В ранний период творчества испытал на себе влияние П. Лагерквиста и Ф. Кафки. Экспериментируя с формой романа, прибегал к жанру документальной и псевдодокументальной прозы, тяготел к литературной игре, фантастике и мистификации читателя. Во многих своих произведениях дал современную ему картину шведского общества 1970-х годов, изображал людей, разочарованных обществом и имеющих психические проблемы.
Эвандеру приписывают опубликованный в январе 1977 года в издательстве Bonnier автором-дебютантом Лиллемором Холмом роман «Lungsnäckan». Эвандер отрицал, что под этим псевдонимом скрывался он.
Скончался 16 мая 2022 года.